# Zumbi (Ecuador)
Zumbi è una parrocchia urbana dell'Ecuador, capoluogo del cantone di Centinela del Cóndor, nella provincia di Zamora Chinchipe.